# Ácsán
Az ácsán (thai: อาจารย์, latin betűs alakjai: ajaan, ajarn, acharn és achaan) thai fogalom, amelynek jelentése "tanító". A páli ácsarija szóból ered és a tisztelet kifejezésére szolgál. Jelentése hasonlít a japán szenszei - mester jelentéséhez. Főiskolai vagy egyetemi tanárok megszólításakor használatos cím, illetve azon buddhista szerzeteseké, akik tíz esős évszakos elvonulást (vassa) elvégeztek.
A szerzetesek magaviseletével foglalkozó Vinaja szerint bármely felavatott szerzetesből lehet ácsárija, aki szerzetesként részt vett tíz három hónapos elvonuláson.
Az idősebb szerzetesek címe lehet a  phra ácsán (thai: พระอาจารย์ - "tisztelendő szerzetes"), vagy közvetlenebb formában than ácsán (thai: ท่านอาจารย์ - "tisztelendő szerzetes").
Neves ácsán személyek:
- Ácsán Amaro
- Ácsán Anando
- Ácsán Maha Buva
- Ácsán Brahm
- Ácsán Cshá
- Ácsán Dzsef (ismertebb nevén Thánisszaró Bhikkhu)
- Ácsán Khemadhammo
- Ácsán Mun
- Ácsán Munindo
- Ácsán Szucsitto
- Ácsán Szumedho
- Ácsán Dzsarun

## Külső hivatkozások
- Ácsán Cshá weboldala - tanításai és élete